# W. K. C. Guthrie
William Keith Chambers Guthrie (1 de agosto de 1906 - 17 de mayo de 1981) fue un filólogo clásico escocés, conocido sobre todo por su Historia de la filosofía griega (History of Greek Philosophy), publicada en seis volúmenes entre 1962 y 1981.

## Vida y obra

### Orígenes y estudios
Aunque de origen escocés tanto por parte de padre como de madre, Guthrie nació y se crio en Londres, donde su padre, Charles James Guthrie, practicaba su profesión en el Westminster Bank. 
Después de asistir al Dulwich College, asistió a la Universidad de Cambridge y ganó en 1925 la matrícula Eric Evan Spicer para el Trinity College. Sobresalió en sus estudios, en los que le supervisaron, entre otros, Francis Cornford y A.S.F. Gow, y obtuvo las mejores calificaciones en el programa de estudios llamado Classical Tripos.
Una vez licenciado, realizó estudios de posgrado en el Trinity College. Allí conoció a su futura esposa, Adele Marion Ogilvie, una australiana que estudiaba en el Newnham College, bajo la tutoría de Guthrie en 1929-1930. Se casaron en 1933 y tuvieron dos hijos.

### Principios de su carrera y Segunda Guerra Mundial
En 1930, Guthrie dejó el Trinity College para asumir una Bye Fellowship (cargo de miembro adjunto) en la Peterhouse, donde llegó a ser miembro pleno en 1931. Entre 1936 y 1937, se desempeñó como supervisor universitario y en 1939 fue designado como Orator, posición que mantuvo durante dieciocho años como responsable de pronunciar discursos en latín en honor a los que reciben doctorados honoris causa.
Durante la Segunda Guerra Mundial cambió la carrera académica por el servicio militar, integrándose en el Intelligence Corps de 1941 a 1945; al comienzo, sirvió en Londres; después, en St Albans y, desde 1943, en Estambul, donde alcanzó el grado provisional de major (comandante).

### Después de la guerra
A su regreso a Cambridge tras la guerra, Guthrie estuvo muy solicitado por su habilidad como orador, para que pronunciase en latín encomios a dignatarios como Winston Churchill, Clement Attlee, Jan Smuts, Nehru, Dwight D. Eisenhower, el vizconde William Slim y el general Montgomery.
En 1946 fue ascendido al rango académico de Reader antes de que se le nombrara tercer Laurence Professor of Ancient Philosophy en Cambridge en 1952, año en que se hizo miembro de la Academia Británica. En 1950, publicó una edición de los ensayos de su mentor Cornford bajo el título The Unwritten Philosophy («La filosofía no escrita»). 
En 1957, se trasladó a su tercer college de Cambridge, al ser invitado como director (Master) del Downing College, en el que permanecería el resto de su vida. Como director, participó plenamente en la vida administrativa, cultural y social del college; incluso, ocasionalmente, predicó en la capilla y apoyó el club de música y el club de remo del college. Supervisó la reescritura de los estatutos de este e introdujo un límite de la duración del cargo de Master (director) a quince años, al cual voluntariamente escogió atenerse, a pesar de que no se le aplicaba a él. 
En 1956, los síndicos de la Cambridge University Press se dirigieron a Guthrie para solicitarle que escribiera una historia de la filosofía antigua. Los primeros volúmenes de la que sería su magnum opus, consagrados a los presocráticos, se publicaron en 1962 y 1964 obteniendo una recepción entusiasta. Prosiguió la obra durante el ejercicio de su cargo de Master en Downing y se convirtió en la misión que ocupó su vida una vez se hubo jubilado en 1972. La empresa quedó, no obstante, inacabada, al fallecer a los setenta y cuatro años en 1981, año en el que publicó el sexto volumen de la serie, dedicado a Aristóteles.
Como filósofo, Guthrie, siguiendo la tradición de Cornford, creía que los filósofos antiguos se han de leer e interpretar en su propio trasfondo histórico, y no engranándolos en el contexto de todo el canon de la filosofía tanto antigua como moderna, como fue práctica entre ulteriores generaciones de filósofos clásicos.

## Obras
- Orpheus and Greek Religion (1935)
- Aristotle De Caelo (trans., intro., y notas 1939)
- The Greek Philosophers from Thales to Aristotle (1950)
- The Greeks and their Gods (1950)
- The Hub and the Spokes (1953)
- Protagoras and Meno (1956), diálogos de Platón (traductor)
- In the Beginning: Some Greek Views of the Origins of Life and the Early State of Man (1957)
- On the Heavens, traducción de De caelo de Aristóteles (1969)
- Socrates (1971)
- The Pre-Socratics: A Collection of Critical Essays (1974)
- A History of Greek Philosophy Volume I: The Earlier Presocratics and the Pythagoreans (1962).
- A History of Greek Philosophy Volume II: The Presocratic Tradition from Parmenides to Democritus (1965)
- A History of Greek Philosophy Volume III: The Fifth-Century Enlightenment - Part 1: The Sophists; Part 2: Socrates (1971)
- A History of Greek Philosophy Volume IV: Plato - the Man and his Dialogues: Earlier Period (1975)
- A History of Greek Philosophy Volume V: The Later Plato and the Academy (1978)
- A History of Greek Philosophy Volume VI: Aristotle: An Encounter (1981)

### Traducciones al español
- Guthrie, William Keith Chambers (1953). Los filósofos griegos: De Tales a Aristóteles. México, D. F.: Fondo de Cultura Económica. ISBN 978-96-816-0561-2.
- Guthrie, William Keith Chambers (1992/1999). Historia de la Filosofía Griega. Madrid: Editorial Gredos. ISBN 978-84-249-0947-5.

1. Volumen I: Los primeros presocráticos y los pitagóricos. 1999. ISBN 978-84-249-0949-9.
2. Volumen II: La tradición presocrática desde Parménides a Demócrito. 1994. ISBN 978-84-249-1032-7.
3. Volumen III: Siglo V. Ilustración. 1994. ISBN 978-84-249-1268-0.
4. Volumen IV: Platón, el hombre y sus diálogos, primera época. 1998. ISBN 978-84-249-1440-0.
5. Volumen V: Platón, segunda época y la Academia. 1992. ISBN 978-84-249-1500-1.
6. Volumen VI: Introducción a Aristóteles. 1993. ISBN 978-84-249-1631-2.

- Guthrie, William Keith Chambers (2003). Orfeo y la religión griega. Madrid: Ediciones Siruela. ISBN 978-84-7844-672-8.
- Guthrie, William Keith Chambers (2012). Historia de la Filosofía Griega. Reedición en tres volúmenes. Madrid: Editorial Gredos.

1. Volumen I. ISBN 978-84-249-3653-2.
2. Volumen II. ISBN 978-84-249-3656-3.
3. Volumen III. ISBN 978-84-249-3662-4.